# Росьер, Роже
Роже  Росьер (нидерл. Roger Rosiers; род. 26 ноября 1946, коммуна Бухаут, провинция Анверпен, Бельгия) — бельгийский профессиональный шоссейный велогонщик в 1967—1980 годах. Победитель этапа Вуэльта Испании 1970. Победитель велогонок: Схал Селс, Брабантсе Пейл, Нокере Курсе, Париж — Рубе, Тур Люксембурга и Три дня Де-Панне.

## Достижения
1965
1-й Схал Селс
3-й Тур Бельгии — Генеральная классификация (любители)
1-й — Этап 4
1966
1-й Circuit de Wallonie
2-й Тур Бельгии — Генеральная классификация (любители)
3-й Triptyque ardennais — Генеральная классификация
1-й — Этап 1
1967
1-й Брабантсе Пейл
7-й Льеж — Бастонь — Льеж
1968
1-й Tour des onze villes
2-й Амстел Голд Рейс
2-й Три дня Западной Фландрии
3-й Гран-при Фурми
3-й Circuit Mandel-Lys-Escaut
4-й Кюрне — Брюссель — Кюрне
5-й Тур Люксембурга — Генеральная классификация
6-й Тур Фландрии
1969
1-й — Этап 2b (КГ) Тур Бельгии
1-й Нокере Курсе
4-й Кюрне — Брюссель — Кюрне
7-й Амстел Голд Рейс
7-й Флеш Валонь
8-й Омлоп Хет Ниувсблад
9-й Дварс дор Фландерен
1970
1-й — Этап 16 Вуэльта Испании
1-й — Пролог Тур Пикардии
2-й Омлоп Хет Ниувсблад
3-й Бордо — Париж
3-й E3 Харелбеке
4-й Флеш Валонь
4-й Гент — Вевельгем
5-й Тур Фландрии
8-й Париж — Тур
8-й Париж — Рубе
9-й Кюрне — Брюссель — Кюрне
10-й Тур Бельгии — Генеральная классификация
1971
1-й Париж — Рубе
2-й Омлоп Хет Ниувсблад
3-й Схал Селс
3-й Три дня Западной Фландрии
3-й Амстел Голд Рейс
5-й Тур Бельгии — Генеральная классификация
5-й Кюрне — Брюссель — Кюрне
8-й Милан — Сан-Ремо
8-й Схелдепрейс
1972
1-й Тур Люксембурга — Генеральная классификация
1-й — Этап 1
1-й — Пролог (КГ) Четыре дня Дюнкерка
2-й Гран-при Монако
2-й Дрёйвенкурс Оверейсе
5-й Тур Фландрии
8-й E3 Харелбеке
1973
1-й Гран-при Исберга
2-й Тур дю От-Вар
3-й Étoile des Espoirs
3-й Париж — Рубе
6-й Париж — Брюссель
8-й Гент — Вевельгем
8-й Флеш Валонь
9-й Тур Бельгии — Генеральная классификация
1974
2-й Схал Селс
3-й Париж — Брюссель
10-й Схелдепрейс
10-й Омлоп Хет Ниувсблад
1975
9-й Тур Фландрии
1976
3-й Вуэльта Арагона — Генеральная классификация
1-й — Пролог (КГ)
1977
1-й Три дня Де-Панне — Генеральная классификация
1-й — Пролог (КГ)
4-й Тур Бельгии — Генеральная классификация
6-й Тур Люксембурга — Генеральная классификация
1978
2-й Бордо — Париж
2-й Гран-при Антиба
6-й Тур дю От-Вар
1979
1-й Гран-при Сен-Рафаэля

## Статистика выступлений

### Гранд-туры
| Гранд-тур                 | 1969 | 1970 | 1971 | 1972 | 1973 | 1974 | 1975 | 1976 | 1977 |
| ------------------------- | ---- | ---- | ---- | ---- | ---- | ---- | ---- | ---- | ---- |
| Джиро д’Италия            | —    | —    | —    | —    | —    | —    | —    | —    | —    |
| Тур де Франс              | НФ   | —    | —    | —    | —    | —    | НФ   | —    | НФ   |
| (c 2010 ) Вуэльта Испании | —    | 28   | НФ   | —    | 31   | —    | 31   | 39   | —    |

| —  | Не участвовал  |
| НФ | Не финишировал |